# Yoshida Satoru
Satoru Yoshida (sinh ngày 18 tháng 12 năm 1970) là một cầu thủ bóng đá người Nhật Bản.

## Sự nghiệp câu lạc bộ
Satoru Yoshida đã từng chơi cho Yokohama Marinos, Otsuka Pharmaceutical và Ventforet Kofu.